# دونالد كاميرون (سياسي)
دونالد كاميرون (بالإنجليزية: Donald Charles Cameron)‏ هو سياسي نيوزلندي، ولد في 12 مايو 1877 بدنيدن في نيوزيلندا، وتوفي في 8 أكتوبر 1962. حزبياً، نشط في Reform Party (New Zealand) ‏.